# 綁架遊戲
《綁架遊戲》是日本作家東野圭吾的長篇推理小說。2000年至2002年在雜誌《Gainer》連載，2002年光文社發行了單行本，2005年光文社發行了文庫版。
2003年11月8日上映由藤木直人、仲間由紀惠主演的真人電影版，更名為「g@me.」。
2024年改編為電視劇。

## 出版書籍
| 出版社         | 出版日期       | 格式   | 頁數  | ISBN                   | 譯者   |
| -------------- | -------------- | ------ | ----- | ---------------------- | ------ |
| 光文社         | 2002年11月25日 | 單行本 | 301頁 | ISBN 978-4-33-492375-4 | 不適用 |
| 商周出版社     | 2004年5月18日  | 平裝書 | 352頁 | ISBN 978-986-124-190-6 | 陳岳夫 |
| 光文社         | 2005年6月14    | 文庫本 | 339頁 | ISBN 978-4-33-473885-3 | 不適用 |
| 朝鮮 (地區)    | 2005年6月10日  | 平裝書 | 320頁 | ISBN 978-892-550032-4  |        |
| 獨步文化       | 2006年10月4日  | 平裝書 | 352頁 | ISBN 978-986-695-422-1 | 陳岳夫 |
| 上海譯文出版社 | 2010年3月1日   | 平裝書 | 231頁 | ISBN 978-753-275593-6  | 鄭悅   |
| Enter Books    | 2014年8月24日  | 平裝書 | 256頁 | ISBN 978-974-928-729-3 |        |

## 書籍評價
- 2004年 「這本推理小說真厲害！」　第11名
- 2004年 「本格推理小說 Best 10」　第13名[1]

## 宣傳詞
- 要不要玩遊戲呢？是綁架遊戲哦[2]。

## 故事簡介
能幹的廣告策劃人佐久間所主導的日星汽車新車發表廣告企劃案，卻被委託的客戶廠商日星汽車的副社長葛城勝俊斥為幼稚，並要求換掉他策劃組長的身份。被失意和屈辱感燃燒的佐久間，衝動下前往葛城所住的豪宅欲理論，卻在葛城府邸外遇上翻牆離家出走的葛城的女兒·樹理。
面對毫無歸家意思，並打算捲走葛城家一筆錢然後遠走高飛的樹理，一心向葛城報一箭之仇的佐久間，向樹理提出偽裝綁架，以此向葛城要求3億日元的贖金。2人於是開始策劃綁架計劃，卻想不到事態向意外的方向展開。

## 登場人物
佐久間 駿介（Sakuma Shunsuke）
廣告代理公司「賽博企劃」的優秀廣告策劃人，從大型廣告公司跳槽出來的廣告界精英。和幾個女人有著關係，自己也對此感到自負。完美主義者、因幼年時的家庭環境影響，使他面對不同狀況時會以不同「面目」示人。
其所策劃的汽車發表廣告企劃案被客戶葛城勝俊無情否決，自尊受挫的他在前往葛城府邸的時候，意外遇上離家出走的葛城的女兒樹理。為向葛城報復，向樹理提議了偽裝綁架的計劃。
葛城 樹理（Katsuragi Juri）
葛城勝俊的大女兒，大學2年級學生。是葛城與情婦所生，從小由外婆養大。8歲時外婆過世，被葛城家接回去撫養。平時被葛城家的現任太太和同父異母的妹妹千春冷漠對待，在和千春為瑣事爭執後離家出走，之後與佐久間相遇。
葛城 勝俊（Katsuragi Katsutoshi）
汽車公司「日星汽車」的副社長。雖是會長的兒子，但擁有豐富的商業實務經驗，曾說出「商業行為是一場遊戲」的充滿自信的豪言。
小塚 茂（Kozuka Shigeru）
廣告代理公司「賽博企劃」的社長。
杉本 智也（Sugimoto Tomoya）
駿介的同事，主要負責演唱會之類與音樂相關的活動。從駿介那裏接手日星汽車相關的廣告策劃工作。

## 電影
2003年11月8日上映電影版，題目改為「g@me.」。於台灣上映時更名為「綁票遊戲」。
導演井坂聰認為「電影必須要用感情感染觀眾」，所以大幅度添加了劇中人物的性格和結尾部分的劇情，對此原作者東野爽快地應承了。另外原作主人公的名字是「佐久間駿介」，電影中則變成「佐久間俊介」。
DVD於2004年5月18日發售。

### 主演
- 佐久間俊介 - 藤木直人
- 葛城樹理 - 仲間由紀惠
- 葛城勝俊 - 石橋凌
- 小塚茂 - 宇崎龍童
- 安藤純平 - IZAM
- 杉本智也 - 入江雅人
- 年老刑警 -
- 能幹刑警 - 椎名桔平
- 制服警官 - 小日向文世
- 葛城的部下 - 生瀨勝久
- 東野圭吾 - 東野圭吾

### 製作人員
- 原作 - 東野圭吾《綁架遊戲》（光文社刊）
- 企劃 - 龜山千廣、島谷能成、遠谷信幸、武政克彦
- 監製 - 関一由、宅間秋史
- 製作人 - 小岩井宏悦、增田久雄、三田美奈子
- 導演 - 井坂聰
- 副導演 - 大野伸介
- 劇本 - 尾崎將也、小岩井宏悦
- 攝影 - 佐佐木原保志
- 照明 - 渡邊孝一
- 録音 - 瀨川徹夫
- 美術 - 金田克美
- 剪輯 - 阿部亙英
- 音樂 - 松原憲
- 選曲 - 志田博英
- 製作擔當 - 堀井健一、小林毅
- 製作協力 - Premier International
- 製作 - 富士電視台、東寶、電通、PONY CANYON
- 發行 - 東寶

### 主題歌
- ZEEBRA「It's all a game」

## 電視劇

### 日本版
改編電視劇於2024年6月9日至6月30日於WOWOW播出。由龜梨和也主演。共4集。

#### 登場角色
- 佐久間駿介：龜梨和也
- 葛城樹理：見上愛[5]
- 葛城勝俊：渡部篤郎[6]